# Lliga indonèsia de futbol
La Lliga indonèsia de futbol (oficialment anomenada Liga Indonesia) és la màxima competició futbolística d'Indonèsia. És una competició professional organitzada per la Federació Indonèsia de Futbol (PSSI).

## Història
Fins a l'any 1979 només existia a Indonèsia la lliga amateur, anomenada Perserikatan. Aquest any fou introduïda una lliga semi-professional anomenada Liga Sepakbola Utama (Galatama). Ambdues competicions, l'amateur i la semi-professional es disputaren de forma paral·lela fins a l'any 1994, en què es creà la lliga professional després de la unió d'ambdues lligues. A partir de la temporada 2008 la lliga s'anomenà Liga Super Indonesia o Indonesia Super League (ISL) o Djarum Indonesia Super league.
La lliga professional s'ha anomenat amb el pas dels anys :
- 1994-1996: Liga Dunhill
- 1997-1997: Liga Kansas
- 1997-1999: Liga Indonesia (cap patrocini)
- 1999-2004: Liga Bank Mandiri
- 2004-2007: Liga Djarum Indonesia[1][2]
- 2013-2014: Indonesia Super League (cap patrocini)
- 2015-2015: QNB League[3]
- 2017-2018: Go-Jek Liga 1[4][5]
- 2019-2020: Shopee Liga 1[6][7]
- 2021-avui: BRI Liga 1[8][9][10]

## Historial
Font:

### Campionats amateurs i semi-professionals
- 1914-1950: Campionat de les Ciutats de les Índies Orientals Neerlandeses (amateur, colonial)
- 1930-1994: Perserikatan (amateur)
- 1979-1994: Galatama (semi-professional)

### Campionats professionals
Liga Indonesia (Divisi Utama)
- 1994-95:  Persib Bandung (1)
- 1995-96:  Mastrans Bandung Raya (1)
- 1996-97:  Persebaya Surabaya (1)
- 1997-98: No finalitzat [a]
- 1998-99:  PSIS Semarang (1)
- 1999-00:  PSM Makassar (1)
- 2001:  Persija Jakarta (1)
- 2002:  Petrokimia Putra (1)
- 2003:  Persik Kediri (1)
- 2004:  Persebaya Surabaya (2)
- 2005:  Persipura Jayapura (1)
- 2006:  Persik Kediri (2)
- 2007-08:  Sriwijaya FC (1)

Liga Super Indonesia
- 2008-09:  Persipura Jayapura (2)
- 2009-10:  Arema Indonesia (1)
- 2010-11:  Persipura Jayapura (3)
- 2011-12:  Sriwijaya FC (2)
- 2013:  Persipura Jayapura (4)
- 2014:  Persib Bandung (2)
- 2015: Abandonat [b]

Kejuaraan Sepak Bola Indonesia 
- 2016:  Persipura Jayapura (5) [d]

Liga 1
- 2017:  Bhayangkara FC (1)
- 2018:  Persija Jakarta (2)
- 2019:  Bali United (1)
- 2020: Cancel·lat [e]
- 2021-22:  Bali United (2)
- 2022-23:  PSM Makassar (2)

Liga Indonesia
- 2023-24:

Liga Prima Indonesia
Aquesta fou una lliga rebel que es disputà paral·lelament a la LSI. La federació (PSSI) reconegué oficialment els campions d'aquesta lliga.
- 2011-12:  Semen Padang (1)
- 2013: Abandonat [f]